# Dunsjön, Härjedalen
Dunsjön är en sjö i Bergs kommun i Härjedalen och ingår i Indalsälvens huvudavrinningsområde. Sjön har en area på 1,11 kvadratkilometer och ligger 1 118,2 meter över havet. Sjön avvattnas av vattendraget Dunsjöån. Vid provfiske har röding och öring fångats i sjön.

## Delavrinningsområde
Dunsjön ingår i det delavrinningsområde (698171-134768) som SMHI kallar för Utloppet av Dunsjön. Medelhöjden är 1 177 meter över havet och ytan är 10,42 kvadratkilometer. Det finns inga avrinningsområden uppströms utan avrinningsområdet är högsta punkten. Dunsjöån som avvattnar avrinningsområdet har biflödesordning 3, vilket innebär att vattnet flödar genom totalt 3 vattendrag innan det når havet efter 360 kilometer. Avrinningsområdet består mestadels av kalfjäll (89 procent). Avrinningsområdet har 1,18 kvadratkilometer vattenytor vilket ger det en sjöprocent på 11,3 procent.